# Stockholmsgade
Stockholmsgade er en gade i Østervold kvarteret i København. Den går fra Sølvtorvet i sydvest til Oslo Plads ved Østerport Station i nordøst.
Gaden blev anlagt og bebygget i 1880'erne og et par tiår frem på arealet mellem Holmens Kirkegård i nord og den gamle Østervold i syd, der da var ophørt som militært fæstningsværk. I 1871 havde landskabsgartner Ove Høegh Hansen omdannet det gamle, kuperede voldterræn i denne nordlige del af den gamle Østervold til en park i engelsk stil med slyngede stier og grønne plæner, kaldet Østre Anlæg. Den nye Stockholmsgades sydvendte facaderække med de store patricierlejligheder her med deres udsigt til den nyanlagte smukke park tiltrak i høj grad det bedre borgerskab. Her installerede de højere embedsmænd og velaflagte grosserere sig med deres familier og tjenestefolk. Gaden bærer den dag i dag præg af fornem tilbagetrukkenhed og stilfærdig elegance.
Gaden bærer næppe sit navn efter den svenske hovedstad, men muligvis efter en ældre beværtningshave på stedet fra 1600-tallet, kaldet Stokholm (uden c). Til gengæld synes Stockholmsgade (med c) at have givet navn til kvarterets senere anlagte gader med svenske bynavne: Upsala, Lund, Malmø, Visby – og til gader og pladser opkaldt efter berømte svenskere: Hjalmar Branting, Dag Hammarskjöld og Olof Palme (idet sidstnævntes gade dog oprindelig hed Skjoldsgade).
Af kendte bygninger i gaden kan nævnes: Krebs' Skole i gadens nr. 5-9, oprettet af skolemanden Conrad Krebs i 1872 som forberedelsesskole til Metropolitanskolen; skolen flyttede til Stockholmsgade i 1878 i et hus tegnet af Charles Abrahams. Endvidere ind mod Østre Anlæg: Kunstmuseet Den Hirschsprungske Samling, opført i 1908-11; arkitekten var H.B. Storck, der her har tegnet et museum til at rumme tobaksfabrikant Heinrich Hirschsprungs omfattende samling af dansk guldalderkunst og af mange af skagensmalernes værker. Gadens nr. 27 blev opført som landets første Farmaceutiske Læreanstalt, der sidenhen flyttede ud i Universitetsparken ved Nørre Allé. Endelig kan nævnes i nr. 59: Østre Borgerdyd Gymnasium, opført i 1884 efter tegninger af arkitekt Frederik L. Levy og arkitekt Henrik Hagemann.
Tysklands ambassade havde til huse i nr. 57 på hjørnet af Visbygade i mere end seks årtier, indtil de flyttede til Portland Towers på Göteborg Plads 1. marts 2018.